# Excalibur

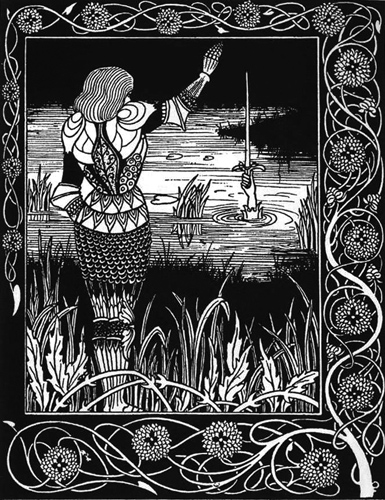
Sir Bedivere ném trả thanh gươm xuống hồ nước. Tranh vẽ của Aubrey Beardsley, 1894

Excalibur là thanh kiếm huyền thoại của Vua Arthur, đôi khi được cho là có ẩn chứa sức mạnh huyền bí bên trong và tượng trưng cho chủ quyền hợp pháp đối với Vương quốc Anh. Đôi khi Excalibur và Thanh gươm trong đá (biểu trưng của dòng dõi Vua Arthur) được cho là một nhưng đa số các phiên bản khác khẳng định rằng chúng khác nhau. Thanh kiếm được gắn liền với huyền thoại vua Arthur từ rất sớm. Trong Tiếng Wales, thanh kiếm có tên gọi là Caledfwlch.

## Excalibur và Thanh kiếm trong đá

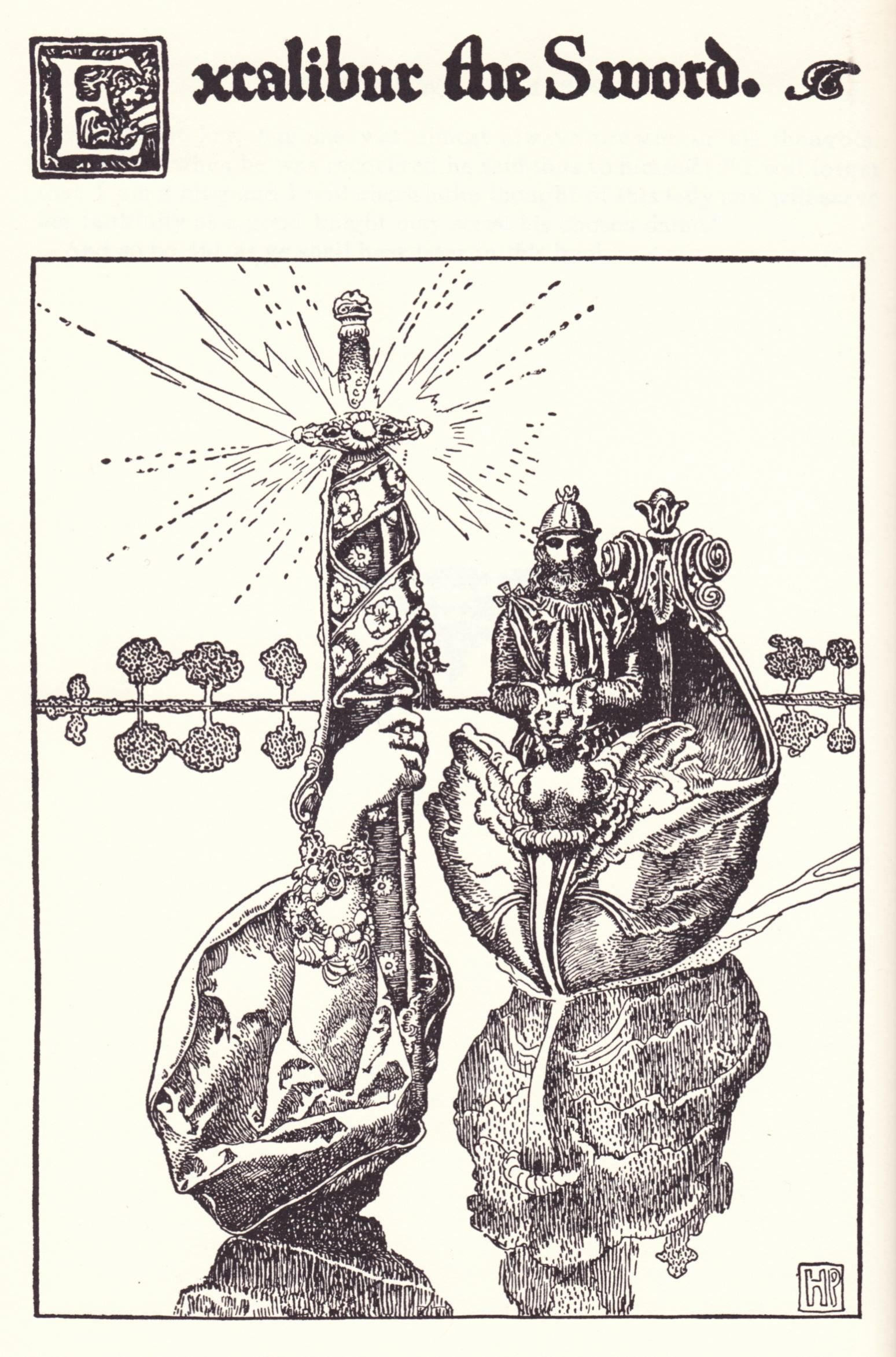
Thanh Kiếm Excalibur, vẽ bởi Howard Pyle (1902), mô tả việc Arthur nhận Excalibur từ Tiên nữ của Hồ nước.

## Thuộc tính khác

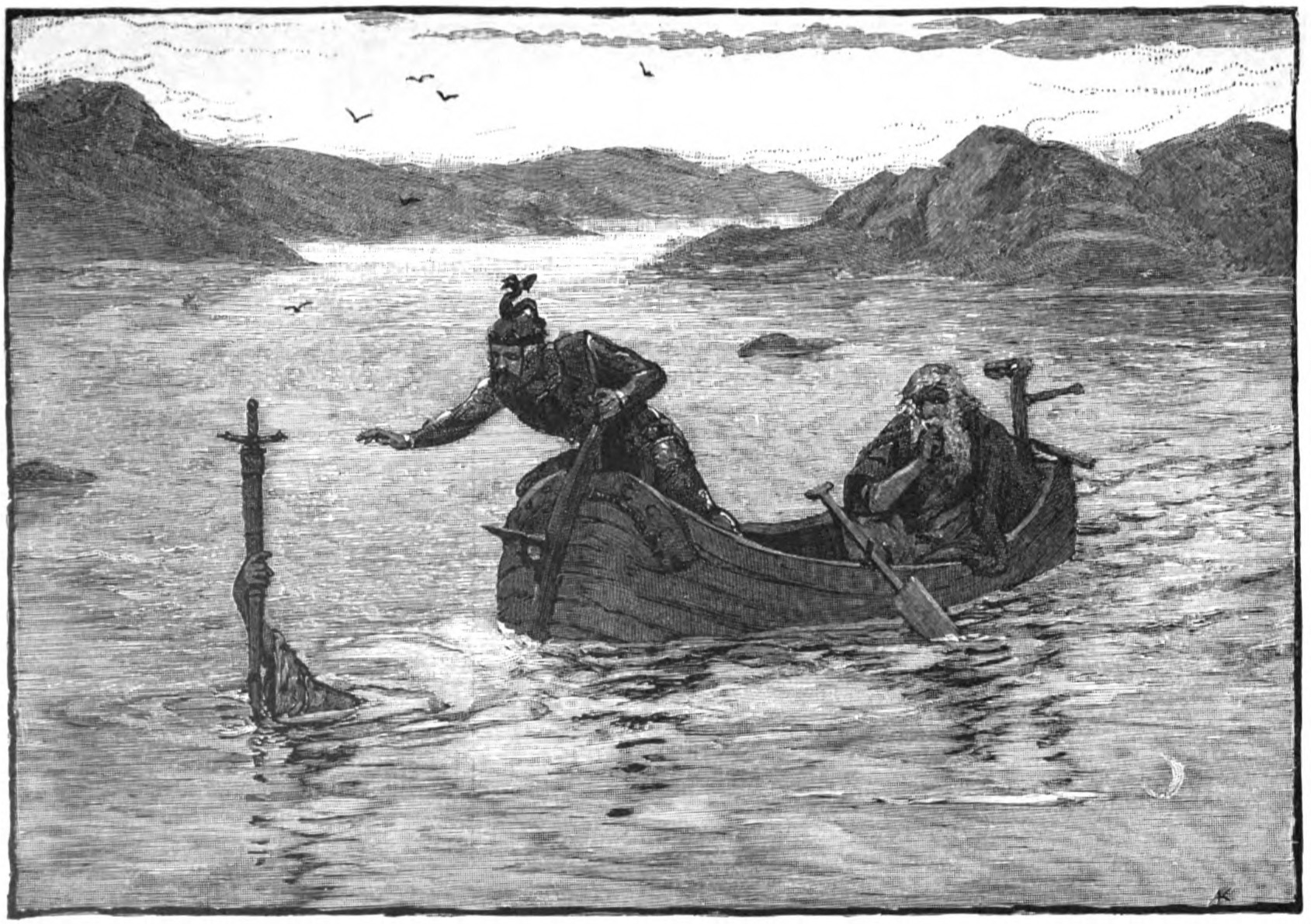
Cô gái trong hồ dâng tặng Arthur thanh kiếm Excalibur.